# Портрет Якова Алексеевича Потёмкина
«Портрет Якова Алексеевича Потёмкина» — картина Джорджа Доу и его мастерской из Военной галереи Зимнего дворца.
Картина представляет собой погрудный портрет генерал-лейтенанта Якова Алексеевича Потёмкина из состава Военной галереи Зимнего дворца.
С начала Отечественной войны 1812 года полковник Потёмкин был шефом 48-го егерского полка и командовал 3-й бригадой 17-й пехотной дивизии, был во многих боях кампании 1812 года, за отличие в сражении под Витебском произведён в генерал-майоры. В конце 1812 года получил в командование лейб-гвардии Семёновский полк, во главе которого участвовал в Заграничных походах 1813—1814 годов, отличился в сражении под Лютценом и в Кульмском бою, а за отличие при взятии Парижа был удостоен звания генерал-адъютанта.
Изображён в генеральском мундире лейб-гвардии Семёновского полка, введённом в 1817 году (воротник изображён с ошибкой — тёмно-зелёным, хотя должен быть синим), на эполетах вензель императора Александра I. Слева на груди генерал-адъютантский аксельбант, из-под которого виднеется краешек звезды неустановленного ордена (вероятно ордена Св. Анны 1-й степени, которую Потёмкин получил в 1813 году); на шее крест ордена Св. Георгия 3-го класса; справа на груди серебряная медаль «В память Отечественной войны 1812 года» на Андреевской ленте, кресты австрийского Военного ордена Марии Терезии 3-й степени и прусского ордена Пур ле мерит и Кульмский крест. Подпись на раме: Я. А. Потемкинъ, Генералъ Маiоръ. Среди орденов ошибочно не показан шейный крест ордена Св. Владимира 3-й степени, которым Потёмкин был награждён в 1808 году. По правилам ношения крест ордена Пур ле мерит должен располагаться на шее или по борту мундира, а не на груди, как это изображено на портрете.
Несмотря на то, что 7 августа 1820 года Комитетом Главного штаба по аттестации Потёмкин был включён в список «генералов, служба которых не принадлежит до рассмотрения Комитета» решение о написании его портрета состоялось гораздо раньше этой даты, поскольку гонорар Доу был выплачен 17 декабря 1819 года и 12 ноября 1820 года. Готовый портрет был принят в Эрмитаж 7 сентября 1825 года. Вероятнее всего, портрет был написан не позже начала октября 1822 года, поскольку в 1823 году в Лондоне фирмой Messrs Colnaghi по заказу петербургского книготорговца С. Флорана была напечатана датированная январём 1823 года гравюра Генри Доу, снятая с галерейного портрета; один из сохранившихся отпечатков гравюры также имеется в собрании Эрмитажа (бумага, меццо-тинто, 64,5 × 47,5 см, инвентарный № ЭРГ-464). При датировке следует учитывать, что готовый портрет требовалось доставить в Лондон морем, а навигация в Санкт-Петербурге обычно прекращалась в октябре.
Е. П. Ренне высказала предположение что Потёмкин сам не позировал Доу, а художник использовал портрет его 1810-х годов работы неизвестного художника, хранящийся в музее-панораме «Бородинская битва». Вероятно, она имела ввиду портрет Потёмкина работы Анри-Франсуа Ризенера, который, согласно официальной атрибуции, создан между 1810 и 1820 годами и находится в этом музее (68,7 × 56 см, инвентарный № Ж-45). Официальная музейная датировка ошибочна, поскольку Потёмкин изображён в генерал-адъютантском мундире образца 1815 года с вензелем Николая I на эполетах. Этот портрет был создан после воцарения императора Николая I в конце 1825 года и до начала октября 1826 года, когда Потёмкин был награждён орденом св. Владимира 2-й степени, нагрудная звезда которого на портрете отсутствует. При визуальном сравнении портреты работы Доу и Ризенера заметно отличаются, однако комплект и расположение изображённых наград полностью идентичны.
Существует ещё один близкий портрет, написанный между 1813 и 1819 годами итальянским художником Пьетро Росси; здесь Потёмкин так же, как и на галерейном портрете, изображён в мундире Семёновского полка, причём воротник написан в правильных цветах. Этот портрет к началу XX века находился в собрании П. П. Дурново и был опубликован в издании «Русские портреты XVIII и XIX столетий».
В 1840-е годы в мастерской П. Пети по рисунку В. Долле с галерейного портрета была сделана литография, опубликованная в книге «Император Александр I и его сподвижники» и впоследствии неоднократно репродуцированная. В части тиража была напечатана литография мастерской И. П. Песоцкого по рисунку И. А. Клюквина.

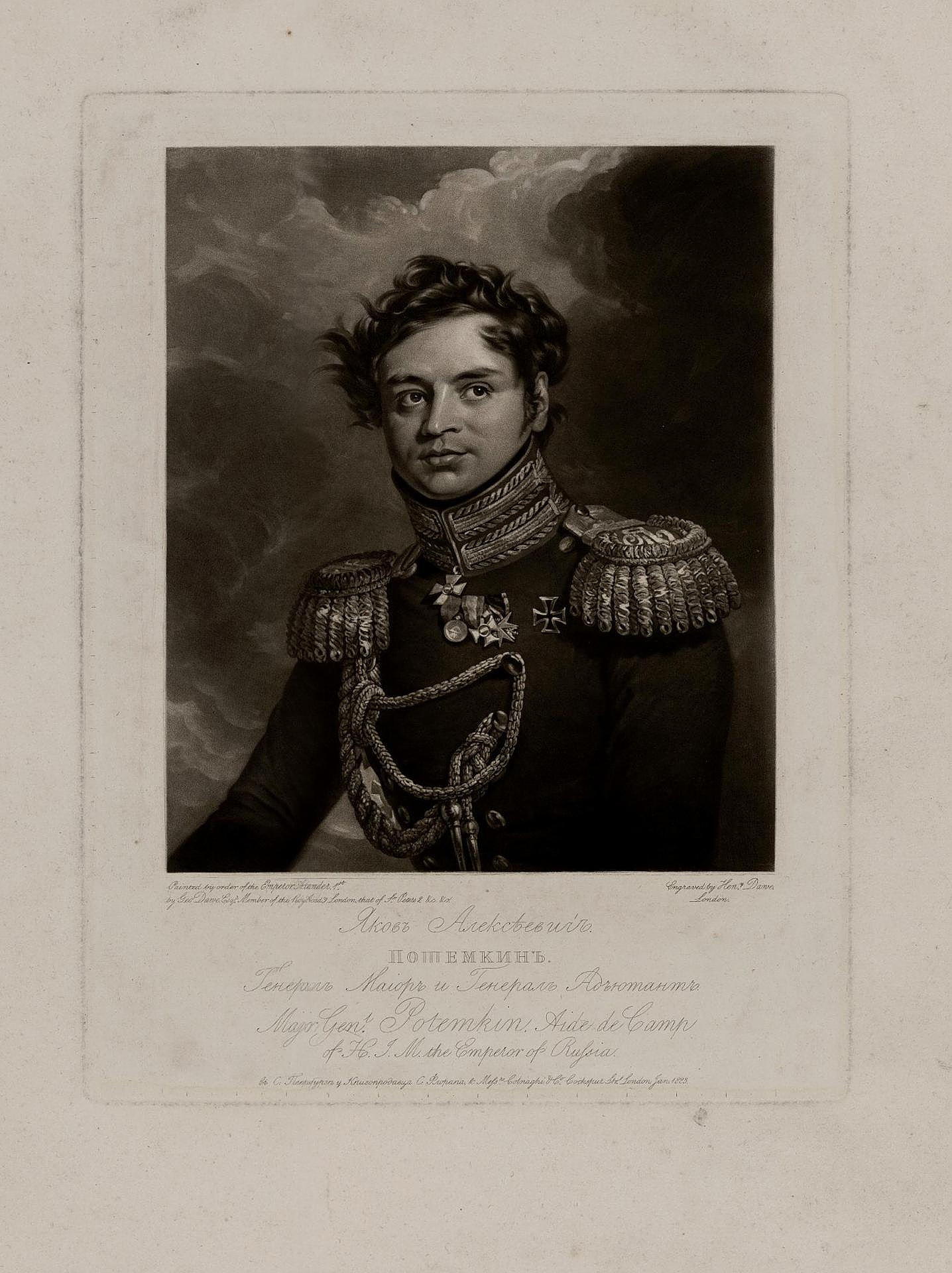
Гравюра работы Г. Доу
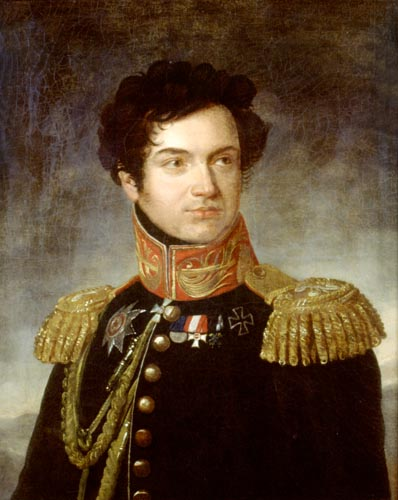
Портрет работы А.-Ф. Ризенера
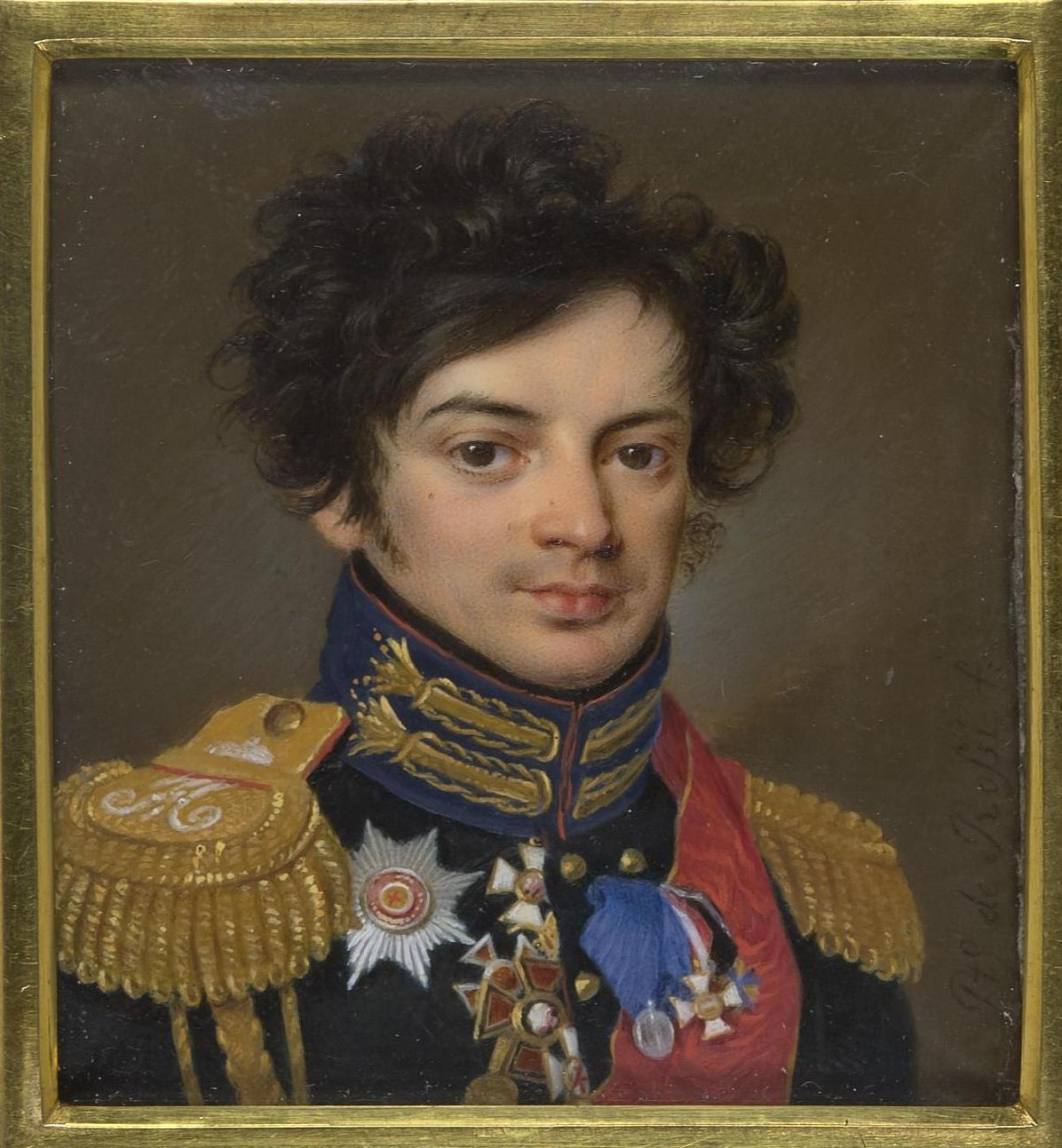
Портрет работы П. Росси